# Emil Jansson
Emil Jansson (1991) è un ex sciatore alpino svedese.

## Biografia
Attivo in gare FIS dal dicembre del 2006, Jansson ha esordito in Coppa Europa il 14 gennaio 2012 a Méribel in supergigante, senza completare la prova. Si è ritirato durante la stagione 2014-2015 e la sua ultima gara è stata uno slalom speciale FIS disputato a Sunne il 22 febbraio, non completato da Jansson; non ha debuttato in Coppa del Mondo né preso parte a rassegne olimpiche o iridate.

## Palmarès

### Campionati svedesi
- 1 medaglia:
  - 1 argento (slalom gigante nel 2013)